# Nico Naldini
Nico Naldini (eigentlich Domenico Naldini; * 1. März 1929 in Casarsa della Delizia; † 9. September 2020 in Treviso) war ein italienischer Schriftsteller, Dokumentarfilmer und Dichter.

## Leben
Naldini war der Cousin des Dichters und Filmemachers Pier Paolo Pasolini. Dieser veröffentlichte 1948 die ersten, im friaulischen Dialekt gehaltenen, Gedichte Naldinis, Seris par un frut. Zehn Jahre später erschien Un vento smarrito e gentile; dieses Mal schrieb  Naldini auch in der venetischen Mundart und auf Italienisch. Später veröffentlichte er, begleitet von seiner Einleitung, auch Werke seines Cousins.
Naldini beschäftigte sich mit der Vermarktung und Bewerbung von Filmen und war in dieser Funktion für einige bedeutende und prestigeträchtige Werke wie Bernardo Bertoluccis 1900 oder Fellinis Casanova tätig. 1974 drehte er den Dokumentarfilm Fascista, der von Franco Arcalli geschnitten wurde und für den Giorgio Bassani als Sprecher verpflichtet werden konnte. 1989 erschien Naldinis Biografie Pasolini, una vita. Dabei legte er großen Wert auf die historische und philologische Aufbereitung des Lebens.
Später erschienen Werke über Filippo de Pisis; dann Il solo fratello, ritratto di Goffredo Parise und 1995 Il tren del buen appetito, ein autobiografisch geprägter Roman. Dem Gedicht- und Prosaband Meglio che antichi castighi aus dem Jahr 1997 folgte eine weitere autobiografische Betrachtung seiner Familie, Mio cugino Pasolini, im Jahr 2000. Come non ci difende dai ricordi, I confini del paradiso, Una striscia lunga come la vita und La sibilla non vuole morire bildeten zwischen 2005 und 2012 das Alterswerk des Autors.

## Werke

### Poesie
- 1948: Seris par un frut
- 1958: Un vento smarrito e gentile
- 1988: La curva di San Floreano
- 1999: Occasionalmente altro
- 1999: Le case della memoria
- 2002: Houssem e le lucciole
- 2005: Aymen Aymen

### Erzählungen, Romane
- 1992: Gioia e monotonia di una casa in Nordafrica
- 1995: Il treno del buen appetito
- 1997: Meglio gli antichi castighi
- 2002: Piccolo romanzo maghrebino
- 2004: Alfabeto degli amici

### Biografien, Untersuchungen
- 1983: La vita e le lettere – Giacomo Leopardi
- 1985: Vita di Giovanni Comisso
- 1989: Il solo fratello: ritratto di Goffredo Parise
- 1991: De Pisis: vita solitaria di un poeta pittore

#### Zu und von Pasolini
- 1980: Poesie e pagine ritrovate
- 1984: Nei campi del Friuli, La giovinezza di Pasolini
  - In den Feldern Friauls. Übersetzung Maria Fehringer, Hermann Seidl. Commedia-und-Arte-Verlag Mayer, Stuttgart, 1987.
- 1986: Lettere 1940–1954
- 1988: Lettere 1955–1975
- 1989: Pasolini, una vita
  - Pier Paolo Pasolini. Eine Biographie. Übersetzung Maja Pflug. Wagenbach, Berlin, 1989.
- 1995: Vita atraverso le lettere
- 2000: Pasolini, mio cugino

## Film
- 1974: Fascista (Dokumentarfilm)